# Les Chroniques scandaleuses de Terrèbre
Les Chroniques scandaleuses de Terrèbre est le quatrième volume, signé Léo Barthe, du Cycle des Contrées de Jacques Abeille. Il s'agit d'un recueil de nouvelles érotiques centré sur les personnages de Barthélemy Lécriveur et Coralie Délimène, couple central du deuxième volume, Le Veilleur du jour. La grande particularité du livre consiste à être fortement lié au reste du cycle dans une intertextualité fictive : l'histoire du recueil et de son auteur est mise en abyme dans le tome précédent, Les Voyages du fils. De la même manière, Léo Barthe est à la fois un personnage de fiction et le pseudonyme qu'utilise couramment Jacques Abeille pour ses écrits érotiques.

## Synopsis
Sept nouvelles érotiques dont cinq  concernent Barthélémy Lécriveur et Coralie Délimène, et sont relatées par des voyeurs pour la plupart involontaires. En marge de l'histoire de ce couple, la première nouvelle concerne un autre personnage du Veilleur du Jour, l'antiquaire, et la dernière l'aventure qui a mené à la conception de Coralie.

## Composition du recueil selon les éditions
La première édition du recueil, chez Oblique/Le Magasin universel en 1995, ne compte que cinq nouvelles. Deux d'entre elles ont été rajoutées par les éditions Ginkgo/Deleatur.
- L'antiquaire
- Le récit de la vieille
- Le récit du pharmacien
- Le récit du paralytique (Ginkgo/Deleatur)
- Le récit du prêtre
- Le récit de la servante
- Histoire d'Eponine Délimène (Ginkgo/Deleatur)